# National Security Bureau
Le Bureau de la sécurité nationale (en anglais : National Security Bureau, chinois traditionnel : 國家安全局) est un service de renseignements de la République de Chine. Il a été fondé en 1955. Il est autorisé à faire du travail national de renseignement, à fonctionner comme un service de protection spéciale, et à faire de la cryptographie.

## Historique
Il a été fondé en 1955 par un décret présidentiel de Tchang Kaï-chek qui entendait par cette organisation superviser tous les différents services de sécurité du territoire taïwanais, les différentes agences militaires et les diverses organisations du Kuomintang alors seul parti politique à Taïwan. Cette nouvelle organisation fut vite surnommée « KGB taïwanais » ou plus simplement « TKGB » en référence au service de renseignements soviétique et au fait que, comme le KGB de l'Union des républiques socialistes soviétiques, le service fondé par le généralissime Chiang disposait de pouvoir extrêmement étendus.
Le premier directeur général est le général trois étoiles Zheng Jiemin (Cheng Jie-min (鄭介民)), qui a été directeur adjoint du Bureau of Investigation and Statistics du Conseil Militaire National dirigeant l'armée nationale révolutionnaire. Le BIS est de 1938 à 1946 le service de renseignements de la première République de Chine et eut durant sa courte existence une épouvantable réputation de par sa spécialisation dans les opérations de surveillances mais aussi d’enlèvements, d’assassinats, d’arrestations arbitraires et de tortures. Par la suite, les effectifs du BIS furent largement décimés en République populaire de Chine lors de la prise de pouvoir des communistes lors de la victoire du parti communiste chinois à la suite de la guerre civile chinoise mais certains hommes clés, comme le général Cheng, rejoignirent Taïwan sains et saufs et poursuivirent leurs carrières dans les divers services de sécurité et dans l’armée. De facto, le National Security Bureau fut souvent perçu comme le successeur direct du Bureau of Investigation and Statistics, d’autant que les méthodes utilisées ne différaient pas tellement de celles employées par son prédécesseur. À l’origine, le NSB ne dispensait pas de formation spécifique à ses recrues, largement recrutés dans les rangs de l’armée de la République de Chine ou de la police de Formose et ce n’est que quelques années plus tard que l’agence mettra au point ses propres procédures de recrutement et de formation afin d’avoir des agents nettement plus qualifiés et efficaces.
Au cours de la période de règne du Kuomintang, le NSB sera, malgré sa puissance, une organisation toujours semi-clandestine. C’est le 1er janvier 1994 que le NSB devient par décret présidentiel un service officiel et légal. Ce décret permet au NSB d’exister au grand jour même si cela signifie pour l’organisation de se réformer en profondeur, notamment pour s’adapter à la société actuelle et à ses lois fondée sur la démocratie ainsi qu’aux nouvelles menaces auxquelles fait face Taïwan.
Habituellement, le directeur du NSB est systématiquement un général trois étoiles (et non un civil). Une rupture interviendra toutefois en 2003 lorsque le président de l’époque, Chen Shui-bian, nomma Wang Jim-wong (王進旺), ancien directeur de l'agence de police nationale à la tête du Bureau. Son successeur, Tsai Chao-ming, a dû démissionner le 1er avril 2004 à cause des lacunes dans la sécurité lors de l'attentat du 19 mars 2004 contre le président Chen Shui-bian et Annette Lu Hsiu-lien.
La parenthèse civile fut brève puisque dès 2007 un militaire reprit les rênes du NSB.

## Organisation
À la suite du remaniement lié à la démocratisation de Taïwan, le NSB possède maintenant six services :
- Renseignement international
- Renseignement dans le secteur de la République populaire de Chine
- Renseignement interne à Taïwan (contre-espionnage principalement)
- Analyse et étude des services de renseignements étrangers
- Renseignement électronique (écoutes, satellites…) et sécurisation des communications
- Contrôle et surveillance des installations clés de Taïwan.

## Directeurs généraux
- Lee Shying-jow (5 mai 2014 – 23 juillet 2015)
- Yang Kuo-chiang (24 juillet 2016 – 19 octobre 2016)[3]
- Peng Sheng-chu (26 octobre 2016 – 24 juillet 2019)[4]